# Mont Crozier
Pour les articles homonymes, voir Crozier.
Le mont Crozier est un sommet de l'archipel des Kerguelen situé sur la péninsule Courbet de Grande Terre et culminant à 979 m d'altitude.

## Géographie
Le mont Crozier, point culminant de la péninsule Courbet, surplombe le val Studer et Port-aux-Français.

## Histoire
Le sommet est nommé en 1874 par les membres de l'expédition britannique du HMS Challenger en l'honneur de Francis Crozier, commandant du HMS Terror qui participa à la seconde expédition de James Clark Ross aux Kerguelen en 1840.
Theophil Studer et plusieurs de ses compagnons en tentent l'ascension en 1874 mais, pris par le mauvais temps, ils abandonnent et rebroussent chemin. Ce sont Edgar Aubert de la Rüe et le Comorien Moilimou Zitoumbi qui, en février 1952, atteignent les premiers le sommet du mont Crozier.